# Wilhelmsburger Rathauspark
Koordinaten: 53° 29′ 53,8″ N, 9° 59′ 47,9″ O
Der Wilhelmsburger Rathauspark ist eine öffentliche Grünanlage im Stadtteil Wilhelmsburg im Bezirk Hamburg-Mitte. Er wurde 2014 gestaltet und am 15. Dezember 2015 eröffnet.

## Lage, Benennung und Größe
Der Park befindet sich neben und hinter dem historischen Rathaus (heute „Kundenzentrum Wilhelmsburg“ des Bezirksamts Hamburg-Mitte) an der Mengestraße und wird begrenzt und umschlossen durch die bogenförmige Abfahrt der Bundesstraße 75. Der „Wilhelmsburger Rathauspark“ grenzt an den „Wilhelmsburger Inselpark“, ist aber eine eigenständige Parkanlage.
Benannt wurde er nach dem historischen Rathaus von Wilhelmsburg, das sich im Park befindet. Der Name „Wilhelmsburger Rathauspark“ taucht für das bezeichnete Areal bereits im Flächennutzungsplan von 1959 auf, ohne damals ein offizieller Park gewesen zu sein.
Der „Wilhelmsburger Rathauspark“ hat eine Fläche von ca. 1,6 Hektar.

## Entstehung
Im Zuge der Vorbereitungen zur Internationalen Gartenbauausstellung kam es zu einer umfassenden Überarbeitung des Flächennutzungsplans für Wilhelmsburg. Dabei wurde unter anderem für die bisherige Fläche rund ums Rathaus festgelegt, diese in einen eigenständigen Park umzuwandeln.

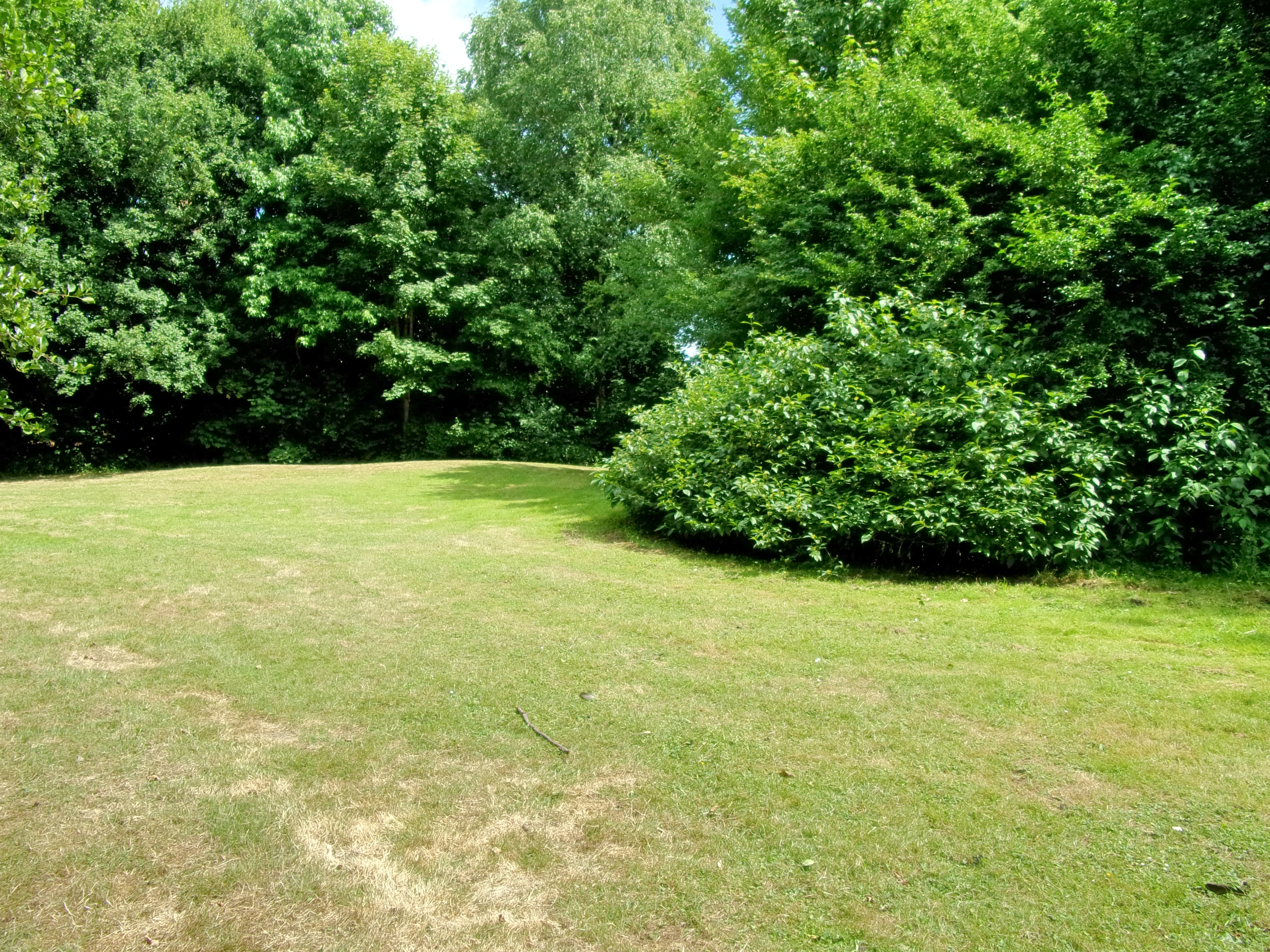
Wilhelmsburger Rathauspark mit Freiflächen und altem Baumbestand

Die Begleitpublikation zum dazu durchgeführten städtebaulich-freiraumplanerischen Wettbewerb führt diesbezüglich aus:

„Im Rathauspark stehen einige imposante und prägende Bäume, so dass bauliche Maßnahmen zu Eingriffen in einen wertvollen Baumbestand führen würden. Eine freiraumplanerische Intensivierung ist unter Baumschutzaspekten zu planen.“

Daraus ergibt sich, dass der „Wilhelmsburger Rathauspark“ über keine Attraktionen verfügt, sondern vor allem dem Schutz der Bäume dient.

## Ausstattung und Gestaltung

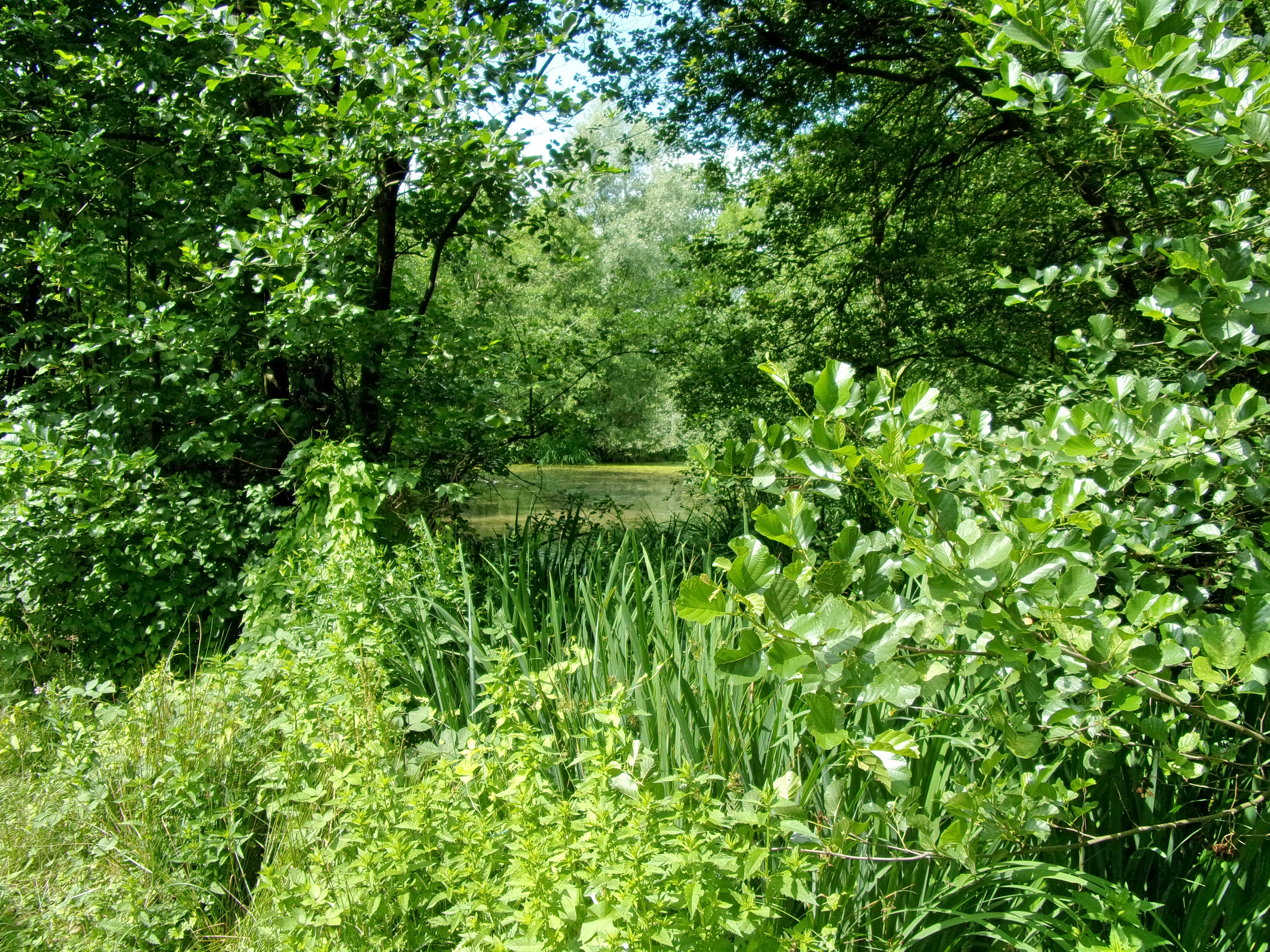
Wasserfläche im Wilhelmsburger Rathauspark mit üppiger Ufervegetation

Der „Wilhelmsburger Rathauspark“ besteht aus mehreren Rasenflächen mit einzelnen Bäumen und seitlichem Buschwerk sowie einem größeren und einem kleineren, jeweils namenlosen Teich. Er hat keine weitere Ausstattung beispielsweise mit Spielgeräten oder Grillplätzen.

## Rechtliche Vorschriften
Gemäß dem Hundegesetz von 2006 gilt für die Mitnahme von Hunden auf das Parkgelände Leinenzwang. Es gibt keine Öffnungszeiten; sofern die Nachtruhe eingehalten wird, ist der Park jederzeit nutzbar.